# کاپیل دیو
کاپیل دیو رام لعل نیخانج (Null ؛ متولد ۶ ژانویه ۱۹۵۹) عضو پیشین تیم ملی کریکت هند است. او یک توپگیر سریع بود. وی همچنین به عنوان یکی از بزرگترین کاپیتان‌های تاریخ کریکت شناخته می‌شود. او در سال ۲۰۰۲ توسط ویزدن به عنوان کریکت باز هندی قرن معرفی شد.
دیو تیم کریکت هند را که در جام جهانی ۱۹۸۲ کریکت برنده شد، کاپیتانی کرد. وی بین اکتبر ۱۹۹۹ تا اوت ۲۰۰۰ مربی تیم ملی کریکت هند بود. در سال ۱۹۹۴ بازنشسته شد و بیشترین تعداد ویکت را که در کریکت تست گرفته شده بود، را به عنوان رکورد جهانی به دست آورد، رکوردی که متعاقباً در سال ۲۰۰۰ توسط کورتنی والش شکسته شد. او اولین بازیکنی است که 200 ODI ویکت را گرفته‌است و تنها بازیکن تاریخ کریکت است که بیش از ۴۰۰ ویکت (۴۳۴ ویکت) به دست آورده و بیش از ۵۰۰۰ بار در تست‌ها به ثمر رسانده‌است، و این او را به یکی از بزرگترین ورزشکاران تاریخ بازی تبدیل کرده‌است. در ۱۱ مارس ۲۰۱۰، دیو در سالن مشاهیر کریکت ICC قرار گرفت.

## اوایل زندگی
دیو به عنوان کاپیل دیو نیخانج فرزند رام لال نیخانج، بازرگان سرشناس چوب و همسرش راج کوماری رام لال نیکانچ در ۶ ژانویه ۱۹۵۹ در چاندیگار متولد شد.
مادرش در پاکپاتان، در شهر مقدس صوفی بابا فرید متولد شد. پدرش اهل دیپالپور بود. آنها در شاه یاککا زندگی می‌کردند که اکنون در منطقه اوکارا، پاکستان است.
چهار خواهر او قبل از چندپارگی هند و دو برادرش در فازیلکا در به دنیا آمدند، که پس از چندپارگی هند به آنجا نقل مکان کردند.
پدرش زندگی اولیه خود را بعد از پارتیشن در فازیلکا گذراند. آنها سپس به سمت چندی‌گر نقل مکان کردند.
دیو تحصیلات خود را در D.A.V گذراند و سپس در سال ۱۹۷۱ به دش پرام آزاد پیوست.

## حرفه داخلی

### هاریانا
در نوامبر ۱۹۷۵ اولین بازی چشمگیر برای تیم کریکت هاریانا در برابر تیم کریکت پنجاب با یک ضربه محکم و ناگهانی ۰۶ در برد، تیم پنجاب را با ۶۳ راند شکست دادند به پیروزی هاریانا کمک شایانی کرد. او فصل را با ۱۲۱ ویکت در ۳۰ مسابقه به پایان رساند.